# Riobamba
Riobamba este un oraș din Ecuador.